# Ренинген
Ренинген (њем. Renningen) град је у њемачкој савезној држави Баден-Виртемберг. Једно је од 25 општинских средишта округа Беблинген. Према процјени из 2010. у граду је живјело 17.187 становника. Посједује регионалну шифру (AGS) 8115041.

## Географски и демографски подаци
Ренинген се налази у савезној држави Баден-Виртемберг у округу Беблинген. Град се налази на надморској висини од 409 метара. Површина општине износи 31,1 km². У самом граду је, према процјени из 2010. године, живјело 17.187 становника. Просјечна густина становништва износи 552 становника/km².